# Puchero inglés
El buchono inglés es una raza de paloma elegante desarrollada a lo largo de muchos años de crianza selectiva. Las buchonas inglesas, junto con otras variedades de palomas domesticadas, son todas descendientes de la paloma bravía. Se trata de una raza con un cultivo agrandado, cuyo carácter distintivo fue descrito por Charles Darwin en The Variation of Animals and Plants Under Domestication (1868).

## Historia
William Bernhardt Tegetmeier propuso que la Pouter inglesa se originó a partir del cruce de las antiguas razas de palomas, la cultivadora holandesa, la uploper y la buchona parisina. Cada una de estas razas se describe en obras que datan del siglo XVII. Sin embargo, en un relato anterior, John Moore sugirió que la raza era el resultado del cruce entre un tipo de cropper y un jinete (ambos tipos de palomas del siglo XVIII). Históricamente, el Pouter inglés también se le llamaba Pouting Horseman, debido a los vínculos con la raza Horseman. Las razas modernas de croppers, como el Norwich Cropper, se originan en el Pouter inglés.
Charles Darwin describió a la buchona inglesa en su obra de 1868 The Variation of Animals and Plants Under Domestication, diciendo que la raza era "quizás la más distinta de todas las palomas domesticadas".

## Descripción
Como ocurre con todas las razas de palomas domesticadas, la buchona inglesa desciende de la paloma bravía (Columba livia), y se ha desarrollado a lo largo de los años mediante la cría selectiva de individuos con características específicas. Es una raza de paloma elegante, un tipo de paloma mantenida por los colombófilos como parte del grupo de paloma elegante a diferencia de las palomas voladoras/deportivas o las palomas utilitarias. El Pouter tiene extremidades largas con un cultivo agrandado y, en general, un cuerpo grande.